# Ground Zero
Ground Zero (englisch Bodennullpunkt) bezeichnet in der Militärsprache die Stelle an der Erdoberfläche senkrecht unter dem Explosionsort einer nuklearen Bombe oder Rakete. Seit den Terroranschlägen am 11. September 2001 auf die Hauptgebäude des ursprünglichen World Trade Centers in New York steht das Wort auch für die Gedenkstätte World Trade Center Site.
Das Online-Englisch-Wörterbuch des Verlags HarperCollins definiert Ground Zero als einen „Punkt auf der Land- oder Wasseroberfläche an oder direkt über oder unter dem Zentrum einer nuklearen Explosion“.

## Herkunft

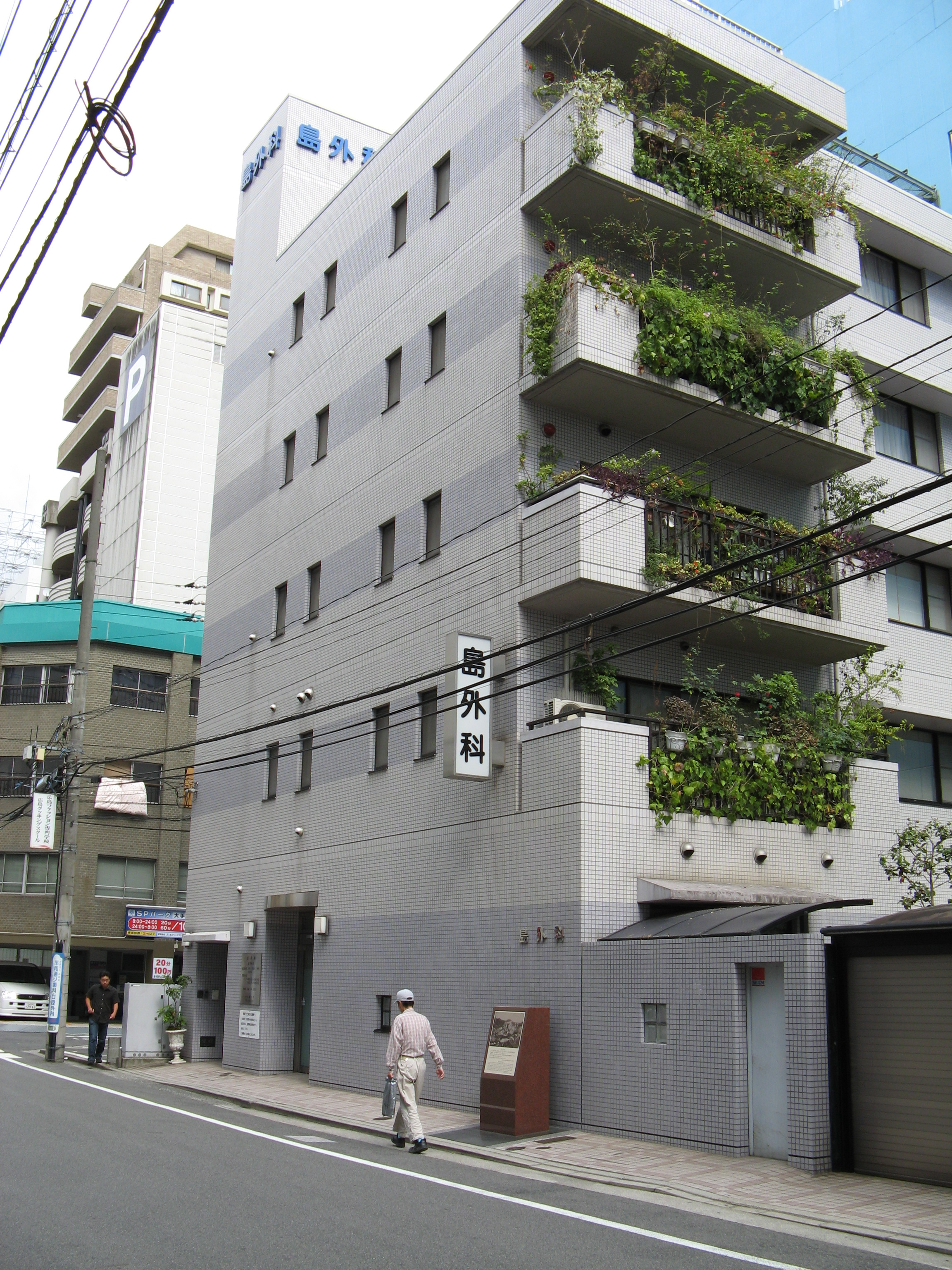
Ground Zero, Hiroshima (Japan)

Der Begriff stammt aus Fach- und Militärkreisen und wurde seit dem Manhattan-Projekt fast ausschließlich im Zusammenhang mit nuklearen Explosionen verwendet.
„Ground“ bezeichnet in der Luftfahrt das Niveau der Erdoberfläche, siehe etwa „Above ground level“ (deutsch „über Grund“). „Zero“ (Null) ist der horizontale Abstand vom Grund beziehungsweise im militärischen Rahmen der Abstand vom Explosionsort. Am „Ground Zero“ sind die schwersten Schäden zu erwarten. Die deutsche Bezeichnung „Bodennullpunkt“ wird auch außerhalb der militärischen Fachsprache verwendet.
Die Kernexplosion-Simulationen Minor Scale und Misty Picture waren die ersten beiden Fälle, in denen der Begriff auch auf nicht-nukleare Explosionen angewendet wurde. Die Terroranschläge am 11. September 2001 in Manhattan, New York City, lösten eine Begriffserweiterung aus: Seitdem wird „Ground Zero“ als Synonym für das Areal der zerstörten Gebäude des World Trade Centers verwendet, zuvor verwies er meist auf die Zerstörung und die Opfer der Atombombenabwürfe auf Hiroshima und Nagasaki in Japan.

## Beispiele

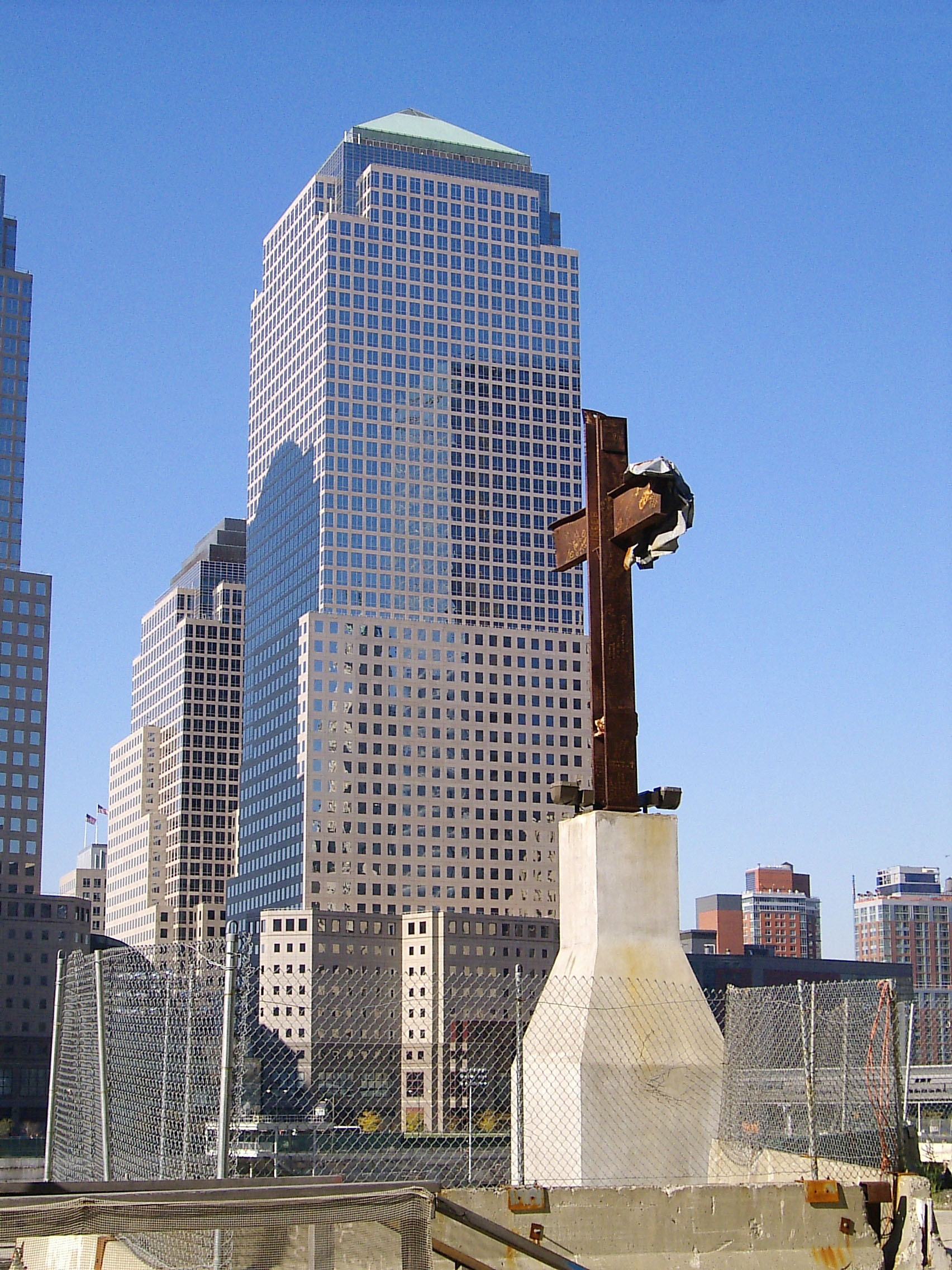
Ground Zero, New York City (USA)

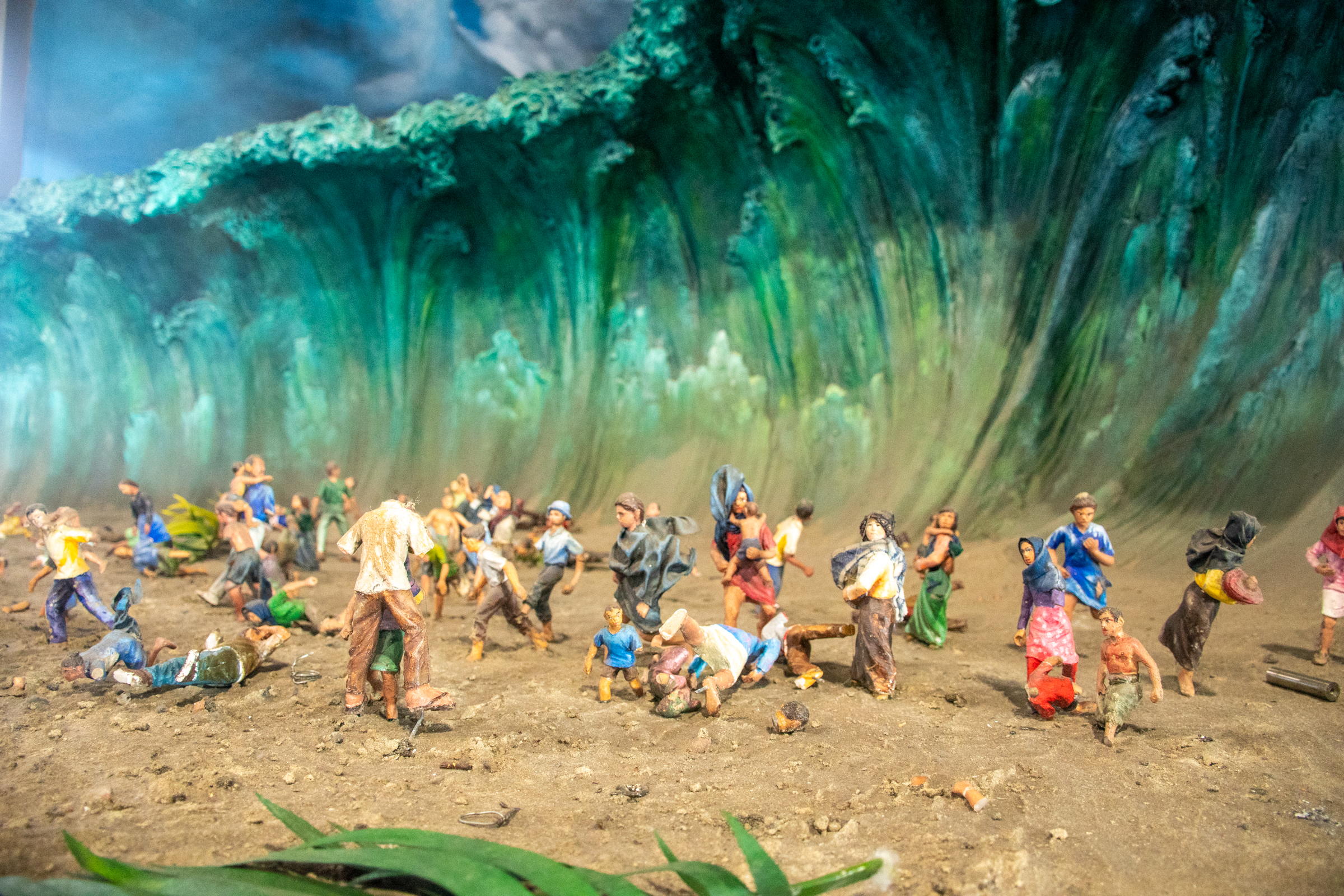
Exponat im Aceh Tsunami Museum, Banda Aceh (Indonesien)

Bekannte Orte, die den Namen Ground Zero tragen, liegen,
- bei Los Alamos (USA), wo die erste Versuchs-Atombombe gezündet wurde,
- in Hiroshima (Japan), wo am 6. August 1945 die Atombombe „Little Boy“ abgeworfen wurde,
- in Nagasaki (Japan), wo am 9. August 1945 die Atombombe „Fat Man“ abgeworfen wurde,
- in der Wüste von Nevada (USA), wo die US-Regierung ab 1951 mehr als 800 Atombomben zündete (siehe Nevada National Security Site),
- bei Tschernobyl (Ukraine), wo am 26. April 1986 im vierten Block des dortigen Kernkraftwerkes ein nuklearer Zwischenfall eintrat, siehe Katastrophe von Tschernobyl (in diesem Zusammenhang wird die Bezeichnung Ground Zero lediglich durch US-Behörden verwendet),
- in New York (USA), wo am 11. September 2001 die Gebäude des World Trade Centers durch einen terroristischen Anschlag zerstört wurden; vgl. World Trade Center Site,

Für den Küstenabschnitt der indonesischen Stadt Banda Aceh, auf den am Morgen des 26. Dezember 2004 die verheerende Tsunami-Katastrophe zuerst hereinbrach, wird seit Anfang des Jahres 2005 ebenfalls der Begriff „Ground Zero“ im örtlichen Sprachgebrauch verwendet. Grund hierfür dürften die flächendeckenden Verwüstungen gewesen sein. Der „Ground Zero“ von Banda Aceh liegt im Stadtviertel Ulee Lheue, dessen Bebauung mit Ausnahme der Hauptmoschee vollständig zerstört wurde. Zusätzlich zu der bereits seit Dezember 2005 bestehenden Massengrab- und Parkanlage wurde 2009 das Aceh Tsunami Museum eröffnet.
Ein im Zentrum des Pentagons (US-Bundesstaat Virginia) eingerichtetes Café trägt den Namen „Ground Zero“, weil Politiker und Streitkräfte der USA während des Kalten Kriegs damit rechneten, dass das Gebäude zum Ziel sowjetischer Nuklearsprengköpfe werde.
Ground Zero ist der deutsche Titel eines Buches von Patrick Lynch. Darin bezeichnet „Ground Zero“ den Ausbruchsort einer Seuche.